# The Riches
The Riches est une série télévisée américaine en vingt épisodes de 45 minutes, créée par Dmitry Lipkin et diffusée entre le 12 mars 2007 et le 29 avril 2008 sur FX.
En France, la série a été diffusée à partir du 24 janvier 2008 sur Jimmy.

## Synopsis
Les Malloy sont une famille issue de la communauté des Travellers irlandais. Ils vivent de petites arnaques, ce qui les oblige à être tout le temps sur les routes avec leurs trois enfants.
Mais un jour, ils ont l'occasion de changer de vie lorsqu'ils sont indirectement mêlés à un accident de la route, qui tue les occupants d'une voiture. C'est alors qu'ils décident de camoufler l'accident et de prendre les identités des victimes de l'autre voiture.
Les arnaqueurs vont devoir affronter les milliardaires fourbes et leurs ex-compagnons de voyages.

## Distribution
- Eddie Izzard (V F : Philippe Roullier) : Wayne Malloy
- Minnie Driver (V F : Claudine Grémy) : Dahlia Malloy
- Shannon Woodward (V F : Frédérique Marlot) : Dehlilah « Didi » Malloy
- Noel Fisher (V F : Adrien Solis) : Cael Malloy
- Aidan Mitchell (V F : Coco Noël) : Sam Malloy
- Todd Stashwick (V F : Thierry Kazazian) : Dale Malloy
- Gregg Henry (V F : Éric Peter) : Hugh Panetta
- Jared Harris : Eamon Quinn
- Ntare Mwine (V F : Cyril Aubin) : Maurice Devereaux (saison 2)

## Épisodes

### Première saison (2007)
1. La Rupture (Pilot)
2. L'Œuvre de la destinée (Believe the Lie)
3. Opération éducation (Operation Education)
4. Une journée chargée (Been There, Done That)
5. Le Grand Jeu (The Big Floss)
6. Jardinage dangereux (Reckless Gardening)
7. Retour au camp (Virgin Territory)
8. L'Arnaque (X Spots the Mark)
9. Le Dîner (High Quality Alcohol)
10. Thérapie de choc (This is Your Brain On Drugs)
11. Le Doute (Anything Hugh Can Do, I Can Do Better)
12. Mauvaises Surprises (It's A Wonderful Lie)
13. L'Attente (Waiting For Dogot)

### Deuxième saison (2008)
1. La Dernière Tentation de Wayne (The Last Temptation of Wayne)
2. Une lueur au loin (Friday Night Lights)
3. Jusqu'au bout du rêve (Field of Dreams)
4. Les Bas-fonds de Bayou Hills (Slums of Bayou Hills)
5. La confiance ne meurt jamais (Trust Never Sleeps)
6. Calme blanc (Dead Calm)
7. Le Roi des menteurs (The Lying King)

## Commentaire
Oscillant sans cesse entre le drame et la comédie, il s'agit d'une satire décalée et caustique des classes américaines aisées.